# 出场 (体育运动)

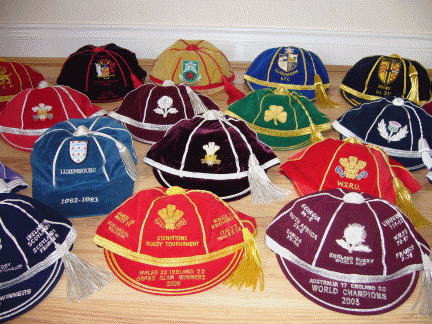
各种国际荣誉帽

在体育运动中，可以用帽子或喼帽（英語：cap）代表球员在国际比赛中出场。这一术语起源于英国在橄榄球和足球国际比赛中为每位球员颁发帽子的做法。在足球运动的早期，各队穿相配衬衫的概念还没有得到普及，所以每支球队都会通过佩戴特定种类的帽子来区分其他球队。
一张记录1872年苏格兰和英格兰进行的首场国际足球比赛的早期插图显示，苏格兰球员戴着头巾，而英格兰球员戴着各式各样的校园帽。1886年5月10日，在科林斯创始人N·莱恩·杰克逊的提议下，下述做法首次被批准用于足球：
未来所有代表英格兰参加国际比赛的球员都将头戴一顶正面绣有红玫瑰的白色丝绸帽。这种帽子称为“国际帽”（International Caps）。